# Andreu Arbona Oliver
Andreu Arbona Oliver (Sóller, 1903 - Sóller, 1982) fou un periodista i autor dramàtic mallorquí, i esperantista, pioner del moviment a les Illes Balears.
Estudià al Seminari de Palma. El 1918 inicià les col·laboracions al setmanari Sóller. A partir de 1955 i fins al 1972 en va ser el cap de redacció. Durant seixanta anys signà les cròniques esportives amb el pseudònim de Refly. També col·laborà al "Diario de Baleares" amb cròniques esportives i informació local fent servir el pseudònim Job. Va ser president i fundador del Club Esportiu Sóller i secretari de la Societat Esportiva Sollerenca (1922-1980). Deixà escrites dues obres inèdites: una biografia del bisbe Nadal i un estudi sobre la pirateria a Mallorca el 1561 titulat "L'onze de maig".
Va ser cofundador del grup esperantista Solleric (1924). Va ser secretari del congrés català a Sóller (1927) i va publicar una sèrie d'articles sobre l'esperanto als diaris Sóller i El Corretja de Mallorca. El 1928 es va publicar a Sóller un curs d'Esperanto a 30 classes.